# 程家湖
程家湖是一个位于中国江西省余干、南昌县的湖泊，面积约为8.2平方千米，平均水深约为2.5米。